# توماس میچل
توماس جان میچل (انگلیسی: Thomas John Mitchell؛ زاده ۱۱ ژوئیهٔ ۱۸۹۲ – درگذشته ۱۷ دسامبر ۱۹۶۲) هنرپیشه، فیلم‌نامه‌نویس، و نمایش‌نامه‌نویس اهل ایالات متحده آمریکا بود که برای بازی در نقش دکتر بون فیلم دلیجان (فیلم) ساخته جان فورد برنده جایزه اسکار بهترین بازیگر نقش مکمل مرد دوازدهمین دوره جوایز اسکار شد.

## اوایل زندگی
میچل از مهاجران ایرلندی در الیزابت ، نیوجرسی متولد شد . او از خانواده ای روزنامه نگار و رهبران مدنی بود. پدر و برادرش هر دو خبرنگار روزنامه بودند و برادرزاده‌اش، جیمز پی میچل ، بعداً به عنوان وزیر کار دوایت آیزنهاور خدمت کرد .  در انتخابات ریاست جمهوری 1952 ، میچل، یک جمهوری خواه ، از مبارزات انتخاباتی آیزنهاور حمایت کرد.  میچل جوان پس از فارغ التحصیلی از دبیرستان سنت پاتریک در الیزابت، خبرنگار روزنامه نیز شد. با این حال، میچل به زودی متوجه شد که از نوشتن صحنه های تئاتر بسیار بیشتر از تعقیب و گریز لذت می برد. در سال 1927 میچل به بره ها پیوست . 

## گزیده فیلمشناسی
از فیلم‌ها یا برنامه‌های تلویزیونی که وی در آن نقش داشته‌است می‌توان به آثار زیر اشاره کرد.
- تئودورا وحشی می‌شود (۱۹۳۶)
- افق گمشده (۱۹۳۷)
- راهی به فردا ساختن (۱۹۳۷)
- توفند (۱۹۳۷)
- باد بسامان (۱۹۳۸)
- دلیجان (۱۹۳۹)
- فقط فرشتگان بال دارند (۱۹۳۹)
- آقای اسمیت به واشینگتن می‌رود (۱۹۳۹)
- بر باد رفته (۱۹۳۹)
- گوژپشت نتردام (۱۹۳۹)
- شهر ما (۱۹۴۰)
- سفر دریایی طولانی به خانه (۱۹۴۰)
- داستان‌های منهتن (۱۹۴۲)
- قوی سیاه (فیلم ۱۹۴۲) (۱۹۴۲)
- یاغی (۱۹۴۳)
- بوفالو بیل (۱۹۴۴)
- ویلسون (۱۹۴۴)
- کلیدهای پادشاهی (۱۹۴۴)
- ماجرا (۱۹۴۵)
- آینه تاریک (فیلم) (۱۹۴۶)
- چه زندگی شگفت‌انگیزی (۱۹۴۶)
- نیمروز (۱۹۵۲)
- دستری (۱۹۵۴)
- یه عالمه معجزه (۱۹۶۱)
- تسخیرناپذیران (۱۹۵۹) (۱۹۵۹)

## جوایز
- جایزه اسکار بهترین بازیگر نقش مکمل مرد (۱۹۳۹)
- جایزه امی ساعات پربیننده برای بهترین بازیگر نقش اول مرد در مجموعه کوتاه یا فیلم تلویزیونی (۱۹۵۲)